# Nino Assirelli
Nino Assirelli (* 23. Juli 1925 in Forlì; † 30. Juni 2018 ebenda) war ein italienischer Radrennfahrer.

## Sportliche Laufbahn
Assirelli war im Straßenradsport aktiv. Als Amateur gewann er 1948 die Coppa Valle del Metauro. Von 1952 bis 1960 war er Unabhängiger und Berufsfahrer. Seine bedeutendsten sportlichen Erfolge waren Etappensiege im Giro d’Italia 1953 und in der Vuelta a España 1960. Im Giro d’Italia 1954 wurde er beim Sieg von Carlo Clerici Dritter. 1955 siegte er im Giro di Puglia. 1957 wurde er Achter in der Tour de Suisse. 
Den Giro d’Italia bestritt Assirelli sechsmal. 1953 wurde er 61., 1954 3., 1955 55., 1956 31., 1957 58. und 1958 69. der Gesamtwertung. In der Vuelta a España 1957 wurde er 51., 1960 beendete er die Rundfahrt nicht.

## Familiäres
Sein älterer Bruder Alberto Assirelli war ebenfalls Radrennfahrer.